# Yū Kanamaru
Yū Kanamaru (jap. 金丸悠 Kanamaru Yū; ur. 13 maja 1994 w Tokio) – japoński kierowca wyścigowy.

## Życiorys

### Formuła Renault 2.0
Kanamaru rozpoczął karierę w jednomiejscowych samochodach wyścigowych w wieku 18 lat w 2012 roku w Formule Renault. W tym roku rozpoczął stary w Europejskim Pucharze Formuły Renault 2.0 oraz w Północnoeuropejskim Pucharze Formuły Renault 2.0. W obu tych seriach Japończyk podpisał kontrakt z belgijską ekipą KTR. W serii północnoeuropejskiej zwyciężył w jednym wyścigu, co mu dało ostatecznie 16 miejsce w klasyfikacji generalnej, zaś w europejskim pucharze nigdy nie zdołał zapunktować.
Na sezon 2013 Kanamaru przedłużył kontrakt z KTR na starty w Europejskim Pucharze Formuły Renault 2.0 oraz Północnoeuropejskim Pucharze Formuły Renault 2.0. Jedynie w edycji północnoeuropejskiej zdobywał punkty. Z dorobkiem 47 punktów został tam sklasyfikowany na 26 pozycji w klasyfikacji generalnej.

### Formuła 3
W sezonie 2014 Japończyk dołączył do stawki mistrzostw Euroformula Open. Reprezentując barwy ekipy Emilio de Villoty, czterokrotnie stawał na podium. Dorobek 128 punktów sklasyfikował go na 4. miejscu w końcowej klasyfikacji.
w drugim roku startów w tym zespole Japończyk poprawił swoje wyniki, jednak nie był w stanie nawiązać walki o mistrzostwo. Pewnie jednak uplasował się jednak na 3. pozycji w klasyfikacji generalnej, zdobywając łącznie 206 punktów. W trakcie sezonu siedmiokrotnie stawał na podium. Jedyne zwycięstwo odnotował w pierwszym starcie na brytyjskim torze Silverstone. Dwukrotnie startował również z pole position oraz raz uzyskał najszybsze okrążenie wyścigu.

### Formuła Renault 3.5/Formuła 3.5 V8
W sezonie 2015 zadebiutował w Formule Renault 3.5. Zaliczył ostatnie trzy rundy w hiszpańskim zespole Pons Racing, w którym zastąpił Indonezyjczyka Philo Paz Armanda. Kanamaru punktował w dwóch z sześciu startów, zajmując odpowiednio szóstą i dziesiątą lokatę na torze Le Mans oraz Jerez de la Frontera. Dorobek dziewięciu punktów sklasyfikował go na 18. miejscu.
W roku 2016 został etatowym zawodnikiem innej ekipy z Półwyspu Iberyjskiego, Teo Martín Motorsport (zespół ten debiutował w serii przekształconej w Formułę 3.5 V8 w związku ze zmianą właściciela).

## Wyniki

### Formuła Renault 3.5
| Legenda oznaczeń w tabelach wyników Wyświetl szablon na nowej stronie | Legenda oznaczeń w tabelach wyników Wyświetl szablon na nowej stronie                                                                     |
| Oznaczenie                                                            | Wyjaśnienie |
| --------------------------------------------------------------------- | --- |
| Złoty                                                                 | Zwycięzca lub mistrzostwo |
| Srebrny                                                               | 2. miejsce lub wicemistrzostwo |
| Brązowy                                                               | 3. miejsce lub II wicemistrzostwo |
| Zielony                                                               | Ukończył, punktował (w klasyfikacji generalnej, gdy zdobył co najmniej jeden punkt na przestrzeni sezonu, poza trzema powyższymi opcjami) |
| Niebieski                                                             | Ukończył, nie punktował (w klasyfikacji generalnej, gdy nie zdobył co najmniej jednego punktu na przestrzeni sezonu)                      |
| Czerwony                                                              | Nie zakwalifikował się (NZ) |
| Czerwony                                                              | Nie prekwalifikował się (NPK) |
| Różowy                                                                | Nie ukończył (NU) |
| Różowy                                                                | Niesklasyfikowany (NS) (w klasyfikacji generalnej, gdy nie został sklasyfikowany w żadnym wyścigu sezonu)                                 |
| Czarny                                                                | Zdyskwalifikowany (DK) |
| Czarny                                                                | Wykluczony (WYK/EX) |
| Biały                                                                 | Nie wystartował (NW) |
| Biały                                                                 | Kontuzjowany (K/INJ) |
| Biały                                                                 | Wyścig odwołany (OD/C) |
| Bez koloru                                                            | Został wycofany (WYC/WD) |
| Bez koloru                                                            | Nie przybył (NP/DNA) |
| Bez koloru                                                            | Nie brał udziału w treningach (NT/DNP) |
| Bez koloru                                                            | Nie został zgłoszony (–) |
| Pogrubienie                                                           | Start z pole position |
| Kursywa                                                               | Najszybsze okrążenie wyścigu |
| †                                                                     | Nie ukończył, ale jego rezultat został zaliczony ze względu na przejechanie więcej niż 90% dystansu wyścigu.                              |
| *                                                                     | Sezon w trakcie |
| 1/2/3                                                                 | Punktowana pozycja w sprincie kwalifikacyjnym                                                                                             |
| Lista systemów punktacji Formuły 1                                    | |

| Rok  | Zespół      | Wyniki w poszczególnych eliminacjach | Wyniki w poszczególnych eliminacjach | Wyniki w poszczególnych eliminacjach | Wyniki w poszczególnych eliminacjach | Wyniki w poszczególnych eliminacjach | Wyniki w poszczególnych eliminacjach | Wyniki w poszczególnych eliminacjach | Wyniki w poszczególnych eliminacjach | Wyniki w poszczególnych eliminacjach | Wyniki w poszczególnych eliminacjach | Wyniki w poszczególnych eliminacjach | Wyniki w poszczególnych eliminacjach | Wyniki w poszczególnych eliminacjach | Wyniki w poszczególnych eliminacjach | Wyniki w poszczególnych eliminacjach | Wyniki w poszczególnych eliminacjach | Wyniki w poszczególnych eliminacjach | Punkty | Pozycja |
| ---- | ----------- | ------------------------------------ | ------------------------------------ | ------------------------------------ | ------------------------------------ | ------------------------------------ | ------------------------------------ | ------------------------------------ | ------------------------------------ | ------------------------------------ | ------------------------------------ | ------------------------------------ | ------------------------------------ | ------------------------------------ | ------------------------------------ | ------------------------------------ | ------------------------------------ | ------------------------------------ | ------ | ------- |
| 2015 | Pons Racing | ARA                                  | ARA                                  | MON                                  | BEL                                  | BEL                                  | HUN                                  | HUN                                  | AUT                                  | AUT                                  | UK                                   | UK                                   | DEU                                  | DEU                                  | FRA                                  | FRA                                  | JER                                  | JER                                  | 9      | 18      |
| 2015 | Pons Racing | -                                    | -                                    | -                                    | -                                    | -                                    | -                                    | -                                    | -                                    | -                                    | -                                    | -                                    | 12                                   | 13                                   | 6                                    | NU                                   | 10                                   | 11                                   | 9      | 18      |

### Podsumowanie
| Sezon | Seria                                         | Zespół                     | Wyścigi | Zwycięstwa | PP | NO | Podium | Punkty | Pozycja |
| ----- | --------------------------------------------- | -------------------------- | ------- | ---------- | -- | -- | ------ | ------ | ------- |
| 2012  | Europejski Puchar Formuły Renault 2.0         | KTR                        | 14      | 0          | 0  | 0  | 0      | 0      | NS      |
| 2012  | Północnoeuropejski Puchar Formuły Renault 2.0 | KTR                        | 19      | 1          | 0  | 0  | 1      | 97     | 16      |
| 2013  | Europejski Puchar Formuły Renault 2.0         | KTR                        | 14      | 0          | 0  | 0  | 0      | 0      | 31      |
| 2013  | Północnoeuropejski Puchar Formuły Renault 2.0 | KTR                        | 8       | 0          | 0  | 0  | 0      | 47     | 26      |
| 2014  | Euroformula Open Championship (edycja zimowa) | EmiliodeVillota Motorsport | 1       | 0          | 0  | 0  | 1      | 0      | NS†     |
| 2014  | Euroformula Open Championship                 | RACE                       | 15      | 0          | 0  | 2  | 4      | 128    | 4       |
| 2014  | Grand Prix Makau                              | Carlin                     | 1       | 0          | 0  | 0  | 0      | N/A    | NS      |

† – kierowca nie był zaliczany do klasyfikacji.